# نظام تصنيع مرن
تاريخ ونشأة التصنيع المرن:
مع بداية القرن العشرين لم يكن للتصنيع المرن أي وجود، حيث كانت الأسواق غالبا ما تكون داخلية ولم تبدأ تجارة التصدير والمنافسة العالمية بعد. لذلك كان لدى الصناع قوة السيطرة على المنتجات المصنعة وتقليص دائرة الخيارات للمشتري. لكن التحول كان عندما وقعت الحرب العالمية الثانية، فأخذت الثورة الصناعية تأخذ مسار جديدا لامعا، فتم اكتشاف مواد إنتاجية جديدة واستراتيجيات مختلفة في التصنيع ساهمت من رفع جودة المنتج وتوسعت عملية الإنتاج.
فأول من بدأ فعليا بالتصنيع المرن هو ثيو ويلامسون(Theo Williamson) في سنة 1965. قام ثيو بتصنيع معدات رقمية التحكم (كالمخرطة باستخدام الحاسب الالي  CNC ).
ومع حلول 1970 بدأ الصناع يواجهون مشاكل عديدة في التصنيع مع تطور التكنولوجيا، لذلك أصبح التصنيع المرن الحل الوحيد لهذه المشكلة فكان أحد الأنواع الرئيسية المستخدمة في الإنتاج والتي تواكب جميع التغيرات عبر مرور الزمن.
ولأول مرة في سنة 1980 بدا الصناع يضعون في الحسبان عناصر الإتقان، المرونة والكفاءة من أجل الحفاظ على مكانتهم في السوق.
ما هو التصنيع المرن؟
هو تزويد العملاء والزبائن بالمنتجات والخدمات التي يرغبون بها، في الوقت المطلوب وبأكثر الطرق فعالية عن طريق التصنيع الخالي من الهدر والمخرجات الغير مرغوب فيها وهذه المخرجات تصنف إلى سبعة أنواع :
1-الإنتاج الفائض عن الحاجة.
-2 أوقات الإنتاج الطويلة.
-3 النقل والتوصيل.
-4 العمليات الغير مفيدة أو التي لا تضيف قيمة ملموسة للمنتج.
-5 المخزون
-6 الحركة
-7 الخردة
ان هذه الأنواع السابقة من الهدر يمكن أن تتواجد في العمليات الإنتاجية سواء التصنيعية منها أو غيرها كالخدمية، فعلى الرغم من أن هذه الفلسفة تطورت أساسًا في مصانع إنتاج السيارات اليابانية (تحديدًا شركة تويوتا لإنتاج السيارات)، إلا أن تطبيقاتها اليوم توسعت لتشمل صناعة الطائرات والعديد من الصناعات الأخرى، كما أنها شملت ايضًا مجالات الأعمال الخدمية كالبنوك والمستشفيات والخدمات الصحية وحتى بعض الجامعات الغربية، التي أدخلت من ضمن برامجها الادارية تطبيقات هذه الفلسفة في أواخر التسعينات من أجل تطوير العمل الإدراي وتحسين المخرجات التعليمية في كلياتها، وتقديم خدمات متميرة للطلاب والعاملين فيها بما يتناسب مع متطلبات السوق ومتطلبات العمل الأكاديمي الممتاز.
مميزات التصنيع المرن:
ناك بعض المبادئ التي تميز الإنتاج المرن عن بقية الأنواع وهي :
1- مستوى ممتاز من الجودة ومن أول مرة، من خلال السعي الحثيث من أجل الوصول إلى نقطة الصفر في أعداد الخلل والعيوب التصنيعية. والكشف عن المشاكل والمعضلات في أماكنها.
2- التقليل من المهدرات إلى أقصى درجة، والتخلص من جميع العمليات التي لا تؤدي في زيادة لقيمة أو في الشبكة الائتمانية للمنتج، مع الاستفادة القصوى من الموارد (المالية –البشرية والأرض).
3- التطوير المستمر – تقليص النفقات، وتحسين الجودة، وزيادة الإنتاجية ومشاركة المعلومات
4- نظام السحب(نموذج دفع المنتج ) أي أن المنتجات تسحب من ناحية الزبون ولا تدفع من ناحية خط الإنتاج (نظام الدفع-نموذج دفع المنتج) بمعنى أن الإنتاج يتم حسب الطلب من ناحية الزبون لا من ناحية الإغراق عبر الإنتاج الغزير
5- المرونة – قابلية إنتاج منتجات مختلفة أو منتجات ذات مواصفات مختلفة بسرعة ومن دون الحاجة إلى التضحية بالكفاءة الإنتاجية بإنتاج كميات أقل.
6- بناء علاقة طولية الأمد مع المزودين بالمواد والحفاظ عليها من خلال المشاركة في معلومات التكاليف والمخاطر
سلبيات نظام التصنيع المرن
- تكلفة الاعداد الأولية مرتفعة
- ضخامة التخطيط المسبق
- الحاجة إلى أيادي عاملة ماهرة
- نظام معقد
- صيانة معقدة أنواع التصنيع المرن:[2] يمكن تقسيم أنظمة التصنيع المرنة إلى أنواع متعددة تخضع لطبيعتها: 1. أنواع العمليات نظام التصنيع المرن يمكن أن يكون مشهوراً إلى أنواع العمليات التي يتم تنفيذها:
  - عملية المعالجة: تنفيذ بعض الأنشطة المتخصصة في كل وظيفة هذه الأنشطة تحول المواد من شكل إلى اخر بشكل مستمر حتى الوصول إلى المنتج النهائي هذه الأنشطة تعزز من أهمية تغيير الهندسة أو السمات أو المظهر للمواد الأولية.
  - عملية التجميع: وهي تشتمل على تجميع لجزئين أو أكثر لصنع مكون جديد يسمى التجميع / التجميع الفرعي. تستخدم الوحدات الفرعية التي يتم ربطها بشكل دائم مثل اللحام، اللحام بالنحاس، الترابط اللاصق، المسامير الملولبة، آلات الضغط. 2. عدد الآلات هناك أنواع نموذجية من FMS تعتمد على عدد الأجهزة في النظام: ا. خلية جهاز واحد (SMC): وهو يتألف من آلات مؤتمتة بالكامل قادرة على القيام بعمليات غير مراقبة خلال فترة زمنية أطول من دورة الآلة الكاملة. ومن المهارة توزيع مختلف المزيج الجزئي، والرد على التقلبات في خطة التصنيع، ودعوة إدخال جزء كدخول جديد. إنه نظام إنتاج يعتمد على التسلسل . ب. خلية تصنيع مرنة (FMC): وهو يستلزم محطتين أو ثلاث محطات توزيع ونظام مناولة المواد. يرتبط نظام مناولة المواد بمحطة تحميل / تفريغ. إنه نظام إنتاج متزامن ج. نظام تصنيع مرن (FMS): لديها أربع محطات عمل أو أكثر (مراكز تصنيع CNC أو مراكز تحويل) متصلة ميكانيكياً بجزء مشترك بنظام المناولة وتلقائيا عن طريق نظام كمبيوتر موزع. كما تتضمن محطات العمل غير المعالجة التي تدعم الإنتاج ولكنها لا تشارك بشكل مباشر فيها، مثل محطات غسيل الجزء / البليت، آلات القياس المنسقة. هذه الميزات تميزها بشكل كبير عن خلية التصنيع المرنة (FMC). 3. مستوى المرونة تصنف FMS بشكل إضافي على أساس مستوى المرونة المتعلقة بنظام التصنيع. يتم وصف فئتين هنا: أ. FMS مخصصة: فهي مصنوعة لإنتاج مجموعة متنوعة من الأجزاء . يعتبر تصميم المنتج ثابتًا. لذلك، يمكن تصميم النظام بكمية معينة من التخصص في العملية لجعل العملية أكثر كفاءة. ب. نظام عشوائي FMS: نظام قادر على التعامل مع الاختلافات الجوهرية في تكوينات الجزء. لاستيعاب هذه الاختلافات، يجب أن يكون FMS أمر عشوائي أكثر مرونة من FMS المخصصة. أمر عشوائي FMS قادر على معالجة الأجزاء ذات درجة أعلى من التعقيد. وبالتالي، للتعامل مع هذه الأنواع من التعقيد، يتم استخدام نظام تحكم حاسوبي متطور لهذا النوع من أنظمة FMS.

```
الاتصال الصناعي للتصنيع المرن:
```

يتكون نظام التصنيع الصناعي المرن (FMS) من الروبوتات والآلات التي يتم التحكم فيها بواسطة الحاسب الآلي وأجهزة التحكم الرقمية بالحاسوب (CNC) وأجهزة القياس وأجهزة الكمبيوتر وأجهزة الاستشعار وغيرها من الأنظمة المستقلة مثل أجهزة الفحص.
استخدام الروبوتات الالية:
إن استخدام الروبوتات في قطاع الإنتاج من الصناعات التحويلية يعد بمجموعة متنوعة من الفوائد تتراوح من الاستخدام العالي إلى الإنتاجية العالية. ستوضع كل خلية أو عقدة الروبوتية على طول نظام مناولة المواد مثل ناقل أو سيارة موجهة آليًا. يتطلب إنتاج كل جزء أو قطعة عمل توليفة مختلفة من عقد التصنيع. يتم نقل الأجزاء من عقدة إلى أخرى من خلال نظام مناولة المواد. في نهاية معالجة الجزء، سيتم توجيه الأجزاء النهائية إلى عقدة الفحص التلقائي، ومن ثم يتم تفريغها من نظام التصنيع المرن.
كون حركة بيانات FMS من ملفات كبيرة ورسائل قصيرة، ومعظمها يأتي من العقد والأجهزة والأدوات. يتراوح حجم الرسالة بين بضعة بايت إلى عدة مئات من البايتات. البرامج التنفيذية والبيانات الأخرى، على سبيل المثال، هي ملفات ذات حجم آبير، بينما يتم إرسال رسائل لبيانات التجهيزات وأداة لصلات الاتصال ومراقبة الحالة وتقارير البيانات بالحجم الصغير.
هناك أيضا بعض الاختلاف في وقت الاستجابة. عادة ما تستغرق ملفات البرامج الكبيرة من الكمبيوتر الرئيسي حوالي 60 ثانية ليتم تحميلها في كل أداة أو عقدة في بداية تشغيل FMS. يجب إرسال رسائل البيانات الخاصة بالأجهزة في وقت دوري بتأخير زمني محدد. أما أنواع الرسائل الأخرى المستخدمة في الإبلاغ عن حالات الطوارئ فهي قصيرة جدًا في الحجم ويجب إرسالها وتلقيها مع استجابة فورية تقريبًا. أصبحت طلبات بروتوكول FMS الموثوق الذي يدعم جميع خصائص بيانات FMS ملحة الآن. لا تلبي بروتوكولات IEEE الحالية بشكل كامل متطلبات الاتصال في الوقت الحقيقي في هذه البيئة. يكون تأخير CSMA / CD غير محدود مع زيادة عدد العقد بسبب تضارب الرسالة. يحتوي Token Bus على تأخير في رسالة محددة، لكنه لا يدعم نظام الوصول ذو الأولوية الذي هو مطلوب في اتصالات FMS. يوفر "Token Ring" وصولاً ذي أولوية، ولديه تأخير في الرسائل، ومع ذلك، لا يمكن الاعتماد على نقل البيانات. فشل عقدة واحدة والذي قد يحدث في كثير من الأحيان في FMS يسبب أخطاء نقل الرسالة التي تمر في تلك العقدة. بالإضافة إلى ذلك، فإن تكنيولوجيا Token Ring تؤدي إلى التركيب والتكلفة العالية للأجهزة السلكية.
هناك حاجة إلى تصميم اتصالات FMS التي تدعم الاتصال في الوقت الحقيقي مع تأخير الرسائل المحددة ويتفاعل على الفور إلى أي إشارة الطوارئ. وبسبب عطل الماكينة وعطلها بسبب الحرارة والغبار والتداخل الكهرومغناطيسي أمر شائع، هناك حاجة إلى آلية ذات أولوية وإرسال رسائل الطوارئ على الفور حتى يمكن تطبيق إجراء الاستعادة المناسب. تم اقتراح تعديل على Token Bus القياسي لتطبيق نظام وصول ذو أولوية للسماح بنقل الرسائل القصيرة والدورية مع تأخير منخفض مقارنة بالرسائل الطويلة.

## التصنيع المرن في لبنان
أدى التنافس الشديد في تجارة البلاستيك اليوم في لبنان إلى تطبيق التصنيع المرن في الكثير من المصانع لضمان كفاءة وجودة الإنتاج على الرغم من معاناة القطاع الصناعي اللبناني من ارتفاع الأسعار وضغط التنافس الخارجي.
ومع كل الضغوطات التي يواجهها القطاع الصناعي اللبناني لوحظ أن صناعة البلاستيك لازالت ثابتة ومحتفظة بقوتها في السوق، ويرجع كل هذا إلى قوة صادرات هذه الصناعة وانخفاض أسعار النفض واليورو. وقد يكون للتصنيع المرن الدور الأكبر في تحفيز هذه العوامل الإيجابية التي ساهمت في الحفاظ على تجارة البلاستيك في لبنان.
على الرغم من الفوائد، فإن FMS لديها بعض القيود. على وجه الخصوص، يمكن لهذا النوع من النظام التعامل فقط مع مجموعة ضيقة نسبيًا من أصناف الجزئيات، لذلك يجب استخدامه للأجزاء المماثلة (عائلة الأجزاء) التي تتطلب معالجة متشابهة. نظرًا لزيادة التعقيد والتكلفة، تتطلب أيضًا FMS فترة تخطيط وتطوير أطول من معدات التصنيع التقليدية.
- المستقبل الغير متوقع للمعدات :

في بعض الأحيان، لا يكون استخدام المعدات في نظام إدارة FMS كما هو متوقع. تميل الشركات اليابانية إلى الحصول على معدل استخدام معدات أعلى بكثير من الشركات المصنعة في الولايات المتحدة التي تستخدم FMS. من المحتمل أن يكون هذا نتيجة لمحاولة المستخدمين الأمريكيين استخدام FMS لإنتاج كميات كبيرة من أجزاء قليلة بدلاً من إنتاج عالي التنوع للعديد من الأجزاء بتكلفة منخفضة لكل وحدة. يبلغ متوسط عدد الشركات في الولايات المتحدة عشرة أنواع من الأجزاء لكل جهاز، مقارنةً بـ ثلاثة وعشرين نوعًا من القطع لكل آلة في اليابان.
- نقص المعرفة التقنية وانعدام كفاءة الإدارية:

يمكن أن تنشأ مشاكل أخرى عن نقص المعرفة التقنية وعدم كفاءة الإدارة وسوء تنفيذ عملية FMS. إذا أخطأت الشركة أهدافها ومهمتها التصنيعية، ولم تحتفظ باستراتيجية تصنيع تتسق مع الاستراتيجية العامة للشركة، فالمشاكل لا مفر منها. من المهم أن تكون قرارات امتلاك التكنولوجيا الخاصة بالشركة متوافقة مع استراتيجيتها التصنيعية.
إذا اختارت الشركة التنافس على أساس المرونة بدلاً من التكلفة أو الجودة، فقد تكون مرشحة للتصنيع المرن، خاصة إذا كانت مناسبة لإنتاج الحجم المنخفض إلى المتوسط. هذا صحيح بشكل خاص إذا كانت الشركة متخصصة في صناعة تتغير فيها المنتجات بسرعة، وقد تكون القدرة على إدخال منتجات جديدة أكثر أهمية من تقليل التكلفة. في هذا السيناريو، لم يعد المقياس مصدر القلق الرئيسي ولم يعد الحجم حاجزًا أمام الدخول.
- النقص في البنية التحتية والموارد الالكترونية :

ومع ذلك، قد لا تكون FMS مناسبة لبعض الشركات. وبما أن التكنولوجيا الجديدة مكلفة وتتطلب عدة سنوات لتركيبها وإنتاجها، فإنها تتطلب بنية تحتية داعمة وتخصيص موارد شحيحة للتنفيذ.العديد من الشركات لا تملك الموارد اللازمة. ويمكن أن يكون تبرير FMS من الناحية الاقتصادية مهمة صعبة - خاصة وأن محاسبة التكاليف تميل إلى أن تكون مصممة للإنتاج الضخم لمنتج ناضج، ذو خصائص معروفة، وتكنولوجيا مستقرة. لذلك، من الصعب إعطاء إشارة دقيقة إلى ما إذا كان التصنيع المرن مبرراً أم لا. يبقى السؤال حول كيفية تحديد فوائد المرونة. بالإضافة إلى ذلك، يمكن للتكنولوجيا سريعة التغير ودورات حياة المنتج القصيرة أن تتسبب في أن تصبح المعدات الرأسمالية قديمة بشكل سريع.
بالنسبة لشركات أخرى، قد لا تتطلب منتجاتها عمليات على المستوى التكنولوجي ل FMS. وجدت شركة IBM أن الطابعة التي أعيد تصميمها كانت بسيطة بما يكفي لتجميع يدوي عالي الجودة وأنه يمكن تحقيق التجميع اليدوي بتكلفة أقل من التجميع الآلي. يجب على مستخدمي FMS المحتملين أن يعتبروا أن بعض التكاليف المتكبدة في التصنيع قد تكون أعلى في الواقع في نظام آلي مرن مما هو في التصنيع التقليدي. على الرغم من أن النظام مستمر في المراقبة الذاتية، فمن المتوقع أن تكون تكاليف الصيانة أعلى. من المرجح أن تكون تكاليف الطاقة أعلى على الرغم من الاستخدام الأكثر كفاءة للطاقة. يمكن أن يؤدي الاستخدام المتزايد للآلة إلى تدهور أسرع للمعدات، مما يوفر حياة اقتصادية أقصر من المتوسط. وأخيرا، قد تكون تكاليف تدريب الأفراد عالية نسبيا.
- مقاومة العمال

بالنسبة لبعض الشركات، تمثل مقاومة العمال مشكلة. يميل العمال إلى فهم الأتمتة كمحاولة لاستبدالها بقطعة معدنية لا تأكل ولا تأكل أو تأخذ راحة أو تذهب إلى الحمام. لمكافحة هذا التصور، تؤكد العديد من الشركات على أن العمال يتم تحديثهم كنتيجة لتركيب FMS ، وأنه لا يترتب على ذلك أي خسارة في الوظائف. على الرغم من أي مشاكل، ينبغي أن يستمر استخدام نظم التصنيع المرنة في النمو حيث تضطر المزيد من الشركات إلى التنافس على أساس المرونة ومع تقدم التكنولوجيا. لقد أظهرت العديد من المزايا في التطبيقات الإنتاجية المنخفضة إلى المتوسطة، عالية الإنتاج. من المحتمل أن ترى الأنظمة المستقبلية كميات أقل وأقل لكل دفعة. يمكن لشركة FMS أن تحول التركيز إلى حد ما في التصنيع من الإنتاج الواسع النطاق والمتكرر للمنتجات القياسية إلى مراكز العمل ذات التشغيل الآلي العالي التي تتميز بتصنيع العناصر في مجموعات صغيرة لعملاء محددين. كما ستوفر زيادة توافر تكنولوجيا التصنيع المرنة للشركات متعددة المنتجات خيارات أكثر لكيفية تصميم مرافق الإنتاج، وكيفية تخصيص المنتجات للمرافق، وكيفية مشاركة القدرات بين المنتجات.
فيديو للمشاهده :
فيديو للتصنيع المرن https://www.youtube.com/watch?v=yIZPKU8542I
 التصنيع المرن في تجميع السيارات https://www.youtube.com/watch?v=sHgnnwA6Rus
أنظمة التصنيع المرنة هي طرق التصنيع التي تسعى لإرضاء متطلبات السوق المتغيرة من المنتجات. يلاحظ في أنظمة التصنيع المرنة استخدام البرمجيات (مثلاً أنظمة التحكم الرقمية) استخدما أكبر من استخدام العتاد الصلب في التحكم (مثل المفاتيح أو الدارات المنطقية). تعتبر الأتمتة الجامدة، الأتمتة القابلة للبرمجة والأتمتة المرنة ثلاثة أشكال مختلفة للتصنيع لكل منها مزاياه الخاصة. يعتبر التحكم الرقمي NC والتصنيع باستخدام الحاسب الآلي CNC من أهم التقنيات المستخدمة في أنظمة التصنيع المرنة. كما أن التطورات الحاصلة في الروبوتيات، والمركبات المتحركة آلياً AGV، المتحكمات القابلة للبرمجة PLC، الرؤية الحاسوبية، وتقنية المجموعات GT ومراقبة الجودة الإحصائية SQC من أهم العناصر التي ساعدت على تطور تطبيقات التصنيع المرنة. تتحدد كفاءة أنظمة التصنيع المرنة بنوعية العتاد والبرامج المستخدمة في التحكم بالنظام. كما من الممكن تعريف نظام التصنيع المرن بشكل بسيط على أنه مجموعة من آلات CNC المربوطة بعضها البعض بواسطة أنظمة مناولة آلية، حيث يتم التحكم بالنظام بشكل كلي عن طريق وحدة تحكم حاسوبية. 

## بنية نظام التصنيع المرن
تم تطبيق طريق التصنيع المرن في العديد من مجالات التصنيع، تشغيل المعادن والتجميع. من الممكن تقسيم نظام التصنيع المرن بشكل عام إلى ثلاثة أنظمة فرعية:
1. نظام الإدارة
2. نظام الإنتاج
3. نظام مناولة المواد

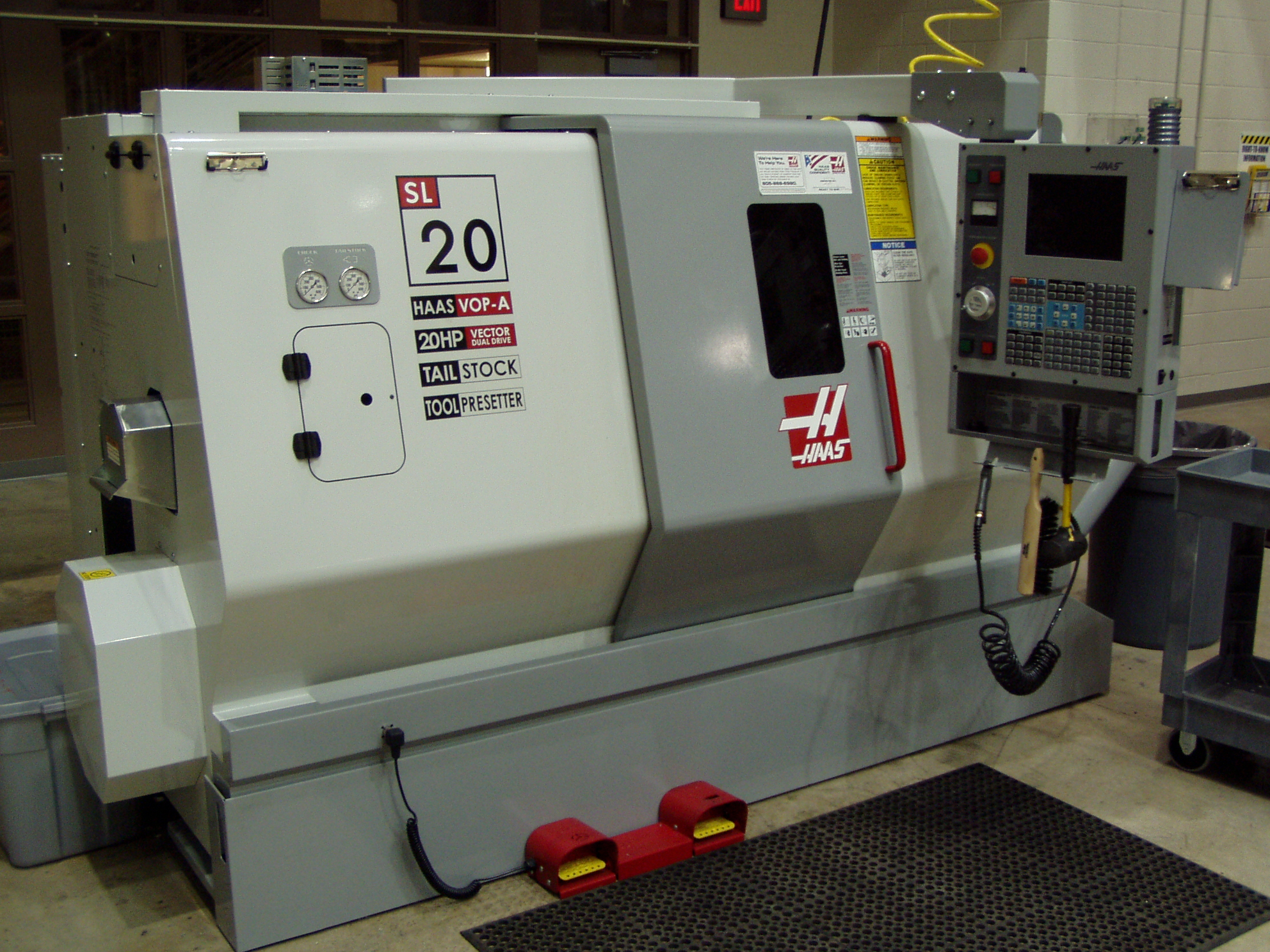
آلة CNC

حيث يتشكل نظام الإدارة من الأجهزة الحاسوبية التي تقوم بإجراء الحسابات والتنسيق ببين الأنظمة المختلفة، أما نظام الإنتاج فيتكون من آلات التصنيع التي تقوم بمختلف العمليات التصنيعية، أما نظام مناولة المواد فيقوم بنقل القطع من آلة لأخرى ضمن نظام الإنتاج وغالباً ما يستخدم فيه الروبوتات أو المركبات المتحركة آلياً بالإضافة إلى أنظمة التخزين الآلية.
يختلف تخطيط الإنتاج في أنظمة التصنيع المرنة عنه في أنظمة التصنيع التقليدية حيث يجب دراسة تدفق المواد عبر خط التصنيع بدقة لضمان تزامن عمل الآلات المختلفة وعدم حدوث حالات اختناق في خط الإنتاج.
تعتمد الكثير من الأنظمة الحديثة في الإنتاج مثل نظام على الوقت تماما JIT الذي تستخدمه شركة تويوتا على أنظمة التصنيع المرن كأساس لعملها.

## السبب الاقتصادي وراء استخدام التصنيع المرن
إن عامل المرونة في التصنيع أمر هام جداً في عمليات التصميم، التخطيط، والتشغيل لإنتاج المنتجات. حيث أن أنظمة التصنيع المرنة يخطط لها أن تتعامل مع عدد كبير من أنواع المنتجات وتسمح بإمكانية التغيير بشكل سريع للمنتج الذي ينتجه موقع ما باستخدام الأدوات ذاتها. المرونة لا تعني فقط إمكانية التغيير في نوعية المنتج بل يجب أيضاً أن يكون هذا التغيير سريعاً ويتطلب أقل جهد ومصاريف ممكنة.